# Gastronomia d'Espanya
La gastronomia d'Espanya és la gastronomia tradicional pròpia del conjunt de l'actual Espanya. Per gastronomia s'estén el conjunt d'aliments i preparacions, de filosofia i gramàtica culinària, begudes, costums i tot el que estigui relacionat amb la cultura del menjar i el beure. En el cas d'Espanya, com ocorre a França, Itàlia i altres estats europeus, el que històricament existeix és un conjunt de cuines locals o regionals independents, que poden estar més o menys relacionades entre elles i entre altres de països veïns.
En termes generals són cuines estacionals, que primen els productes d'alta qualitat de temporada cuinats de manera senzilla i sense massa espècies o salses, i encara menys les lletoses. Així, els ingredients bàsics van canviant al llarg de les estacions, així com el tipus de preparacions, primant sopes i guisats a l'hivern i amanides i productes a la planxa a l'estiu. La majoria de receptes són molt obertes, la quantitat de cada ingredient és variable segons les possibilitats i els gustos familiars, i molts poden intercanviar-se amb d'altres. Una mateixa preparació pot fer-se sovint amb pocs o molts ingredients, de manera més o menys rica, segons l'ocasió, les preferències personals o locals i la disponibilitat de matèria primera.
Habitualment es prefereixen els plats casolans extremadament senzills, com un entrepà o una amanida, a preparacions industrials i conserves, encara que siguin més elaborades i sofisticades. Els plats més típics són, entre d'altres, la truita d'ous i la de patata i ceba, els pintxos morunos, el pernil, l'embotit i el formatge, les diverses preparacions a base de llegums, l'amanida russa i l'arròs a la cubana.

## Quina és la cuina espanyola?
A països de fora d'Espanya la noció de cuina espanyola resulta de vegades confosa. Per exemple, a França, és freqüent la creença que aquesta és picant, i a força països s'identifica erròniament espanyola amb alguna cosa semblant a d'un lloc on es parla espanyol (castellà) i que sol ser en realitat, almenys en part, cuina mexicana o, més freqüentment encara, texana (tex-mex), d'on ve possiblement la idea que és picant. Alhora és freqüent relacionar-la amb el tròpic o el Carib, amb fruites tropicals i begudes com per exemple el mojito, cosa que és falsa. El producte més conegut arreu és sovint el xoriço, cosa que fa anomenar espanyol o a l'espanyola qualsevol preparació que contingui aquest ingredient, encara que aquesta no es faci a cap lloc d'Espanya i fins i tot impliqui combinacions que poden resultar sorprenents als espanyols, com xoriço amb musclos o amb rap. Dins d'aquesta lògica, a l'imaginari de moltes persones és un ingredient indispensable al plat "espanyol" més conegut: la paella. A la majoria de països existeix la falsa creença que és un plat tradicional de tot Espanya des de fa segles i sovint que cada Comunitat Autònoma té una paella diferent i que és el seu plat regional de referència.
Per a algunes entitats, la cuina espanyola és la juxtaposició de cada una de les diferents cuines que existeixen a l'Estat. Altres consideren que són els plats, begudes, costums i tradicions comuns a tot el territori. Malgrat les seves diferències, les cuines de les diferents zones tenen una base força comú, d'ingredients i de combinació, sovint també comuna amb altres cuines de la mediterrània o a Europa. Preparacions molt esteses són per exemple les panades, el peix fregit, el sofregit o l'arròs amb llet. Una base cultural no molt diferent fa que preparacions molt senzilles puguin ser comunes en molts llocs, com ocorre per exemple amb la truita d'ou, les patates fregides, el pa amb oli o la macedònia de fruita. També hi ha plats i postres inicialment locals, com la paella, el gaspatxo, la crema catalana o el pastís de Santiago, que s'han fet coneguts arreu de l'Estat.
Però la història comuna, especialment al segle xx, ha fet que alguns plats siguin genuïnament fets o almenys coneguts arreu d'Espanya, sobretot a partir de l'aparició de la televisió i de figures com Karlos Arguiñano, en són exemples l'arròs a la cubana, la truita de patates (també present a Occitània i Portugal), els pintxitos morunos o l'amanida russa. Al segle xxi, els blocs i fòrums d'internet permeten donar a conèixer als altres algunes preparacions casolanes molt locals i donar-les a conèixer als altres, a més d'idear amb la col·laboració de persones d'altres indrets variacions de plats coneguts. Malgrat l'ús de la mateixa llengua, els espanyols no solen compartir ni barrejar la seva manera de cuinar amb la d'altres hispanoparlants americans o no europeus. Un altre element homogenitzador als segles XX i XXI és la indústria i els grans centres comercials, que per mitjà de la publicitat dona a conèixer alguns productes locals, però no tots, a la resta de l'Estat per a augmentar les seves vendes, mentre que en deixa de produir altres, a tot arreu.

## Ingredients bàsics

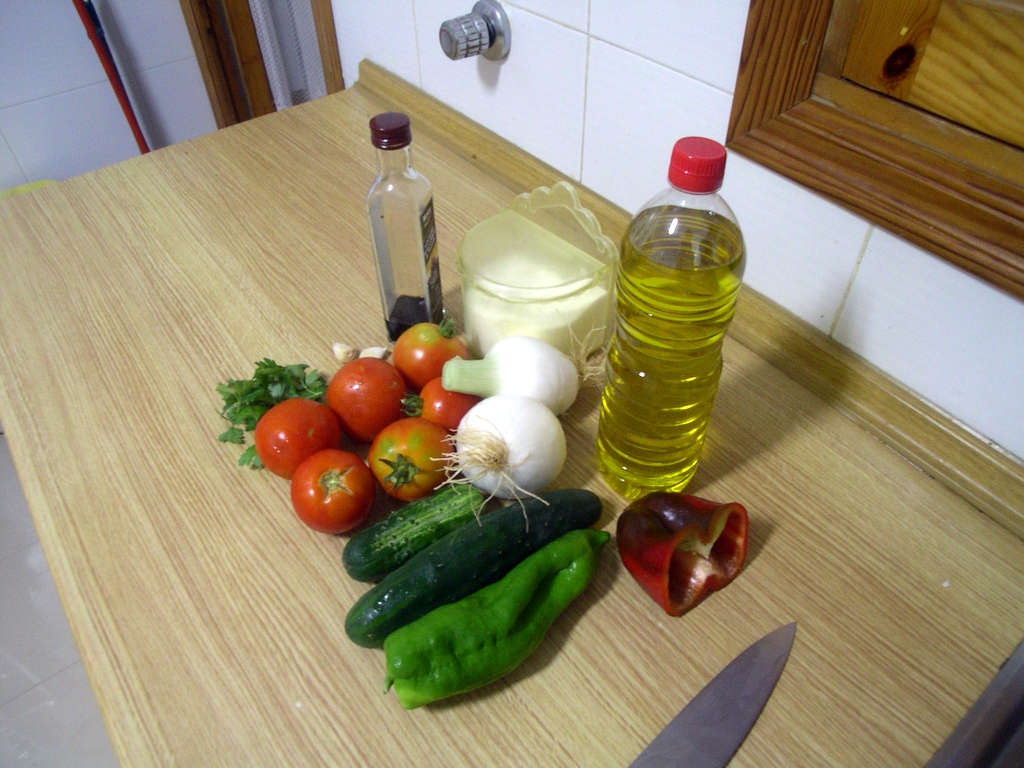
L'oli d'oliva i hortalisses

- Carn: porc, conill, pollastre, gall dindi. També vedella i xai, amb menys freqüència.
- Peix: lluç, tonyina, bacallà, sardina
- Marisc: gamba, musclo, escopinya, cloïssa, calamar, sípia
- Verdures: patata, ceba, espinac, mongeta, bleda, col, porro
- Hortalisses: tomàquet, cogombre, pastanaga, carabassó, albergínia
- Greix usat per cuinar: oli d'oliva
- Fruita: taronja, mandarina, poma, pera, pruna, raïm, préssec, albercoc, maduixa, cirera, síndria, meló
- Espècies i condiments: sal, pebre negre, all, julivert, pebre roig
- Altres: pernil, llonganissa, formatge, ou, llegums, pa, vi

## Plats

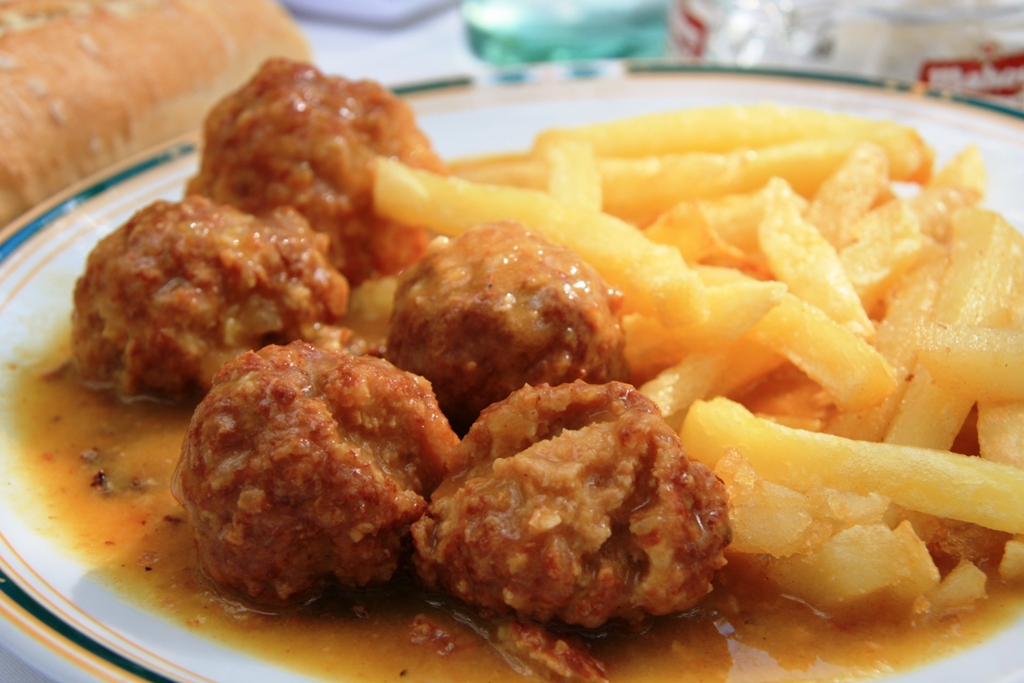
Mandonguilles amb patates

Tradicionalment un àpat consta d'un primer plat, un segon plat i unes postres, que solen ser fruita fresca. És també molt freqüent menjar un sol plat únic i la fruita. Els primers plats poden incloure un brou de pollastre amb pasta, una amanida amb enciam i hortalisses, un puré de verdura (espinac, carabassó, etc.), o verdura bollida (mongeta, pèsol, espinac) amb patata, uns macarrons amb sofregit i carn picada o bé un guisat amb patata o no, verdures, llegums (llenties, cigrons, mongetes, faves), que pot tenir pasta (fideus) i de vegades algun embotit, bacallà o carn.
El segon plat sol incloure una proteïna animal acompanyada de verdura cuita o fresca (amanida). N'és un exemple la truita d'ous o la truita de patata, que també pot tenir altres ingredients a segons quines regions. Els ous ferrats són molt populars. També pot ser carn, sovint de porc, o també pollastre o gall dindi, tallada ben fina i cuita a la planxa o fregida, arrebossada o no. Els llibrets de llom (llom de porc farcit de formatge i pernil, arrebossat i fregit) és un plat ben conegut, com ho són les mandonguilles i l'hamburguesa. El peix es cuina sobretot fregit o a la plantxa, i pot estar acompanyat de salsa maionesa. El marisc es menja també fregit (cefalòpodes, crustacis) o bullit o obert al vapor (crustacis, musclos, escopinyes, etc.) i sovint no es menja sol, sinó integrat en un plat de peix, per exemple.
Els plats combinats són una fórmula de locals de restauració que consisteix en un tall de carn o peix sovint fregit i acompanyat de diverses coses, com petites panades, croquetes, patates fregides, cansalada fregida, calamars a la romana, amanida, etc. Els entrepans d'embotit, formatge, truita, carn o peix en pa de barra són molt populars, econòmics i ràpids de fer.

## Dolços

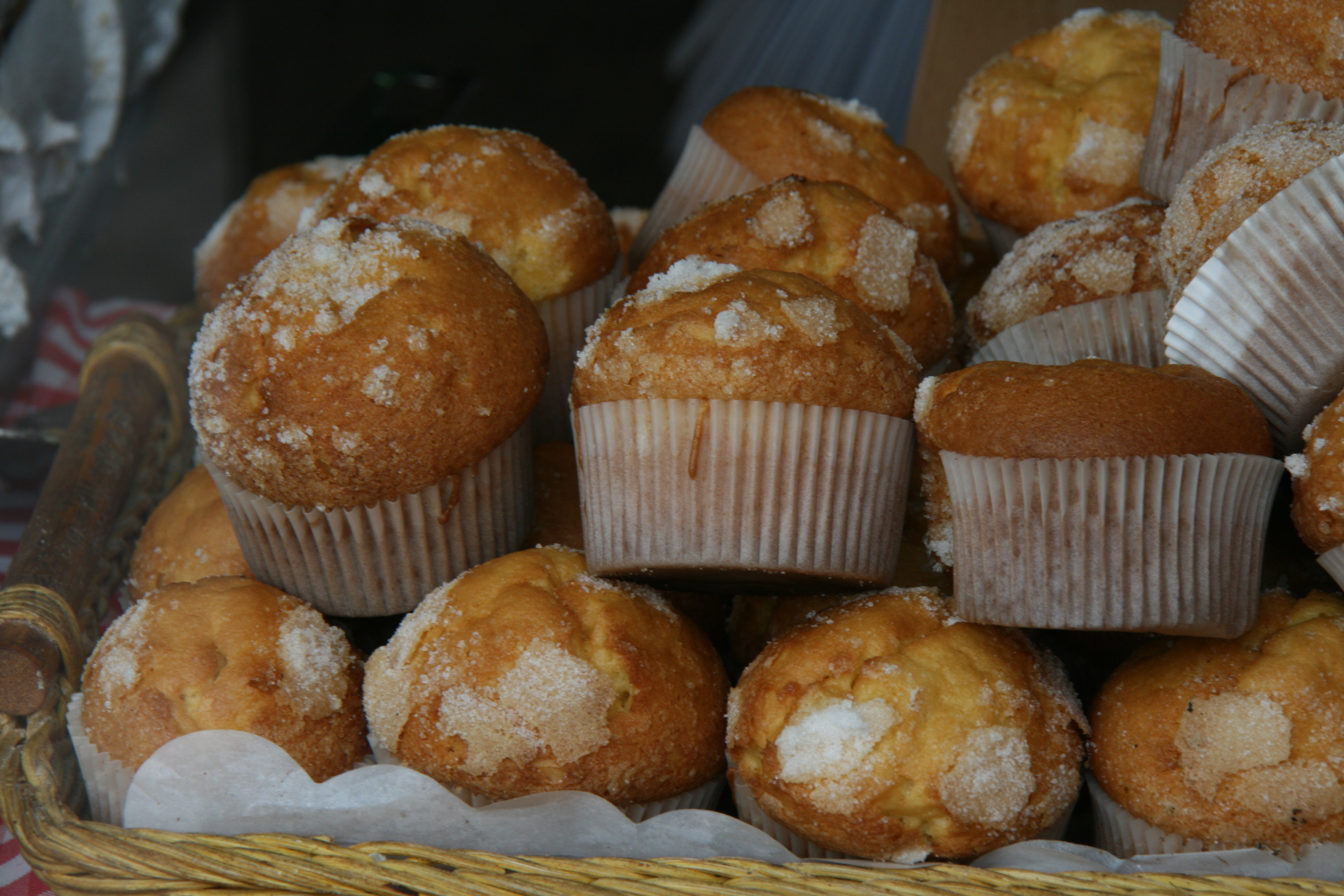
Magdalenes

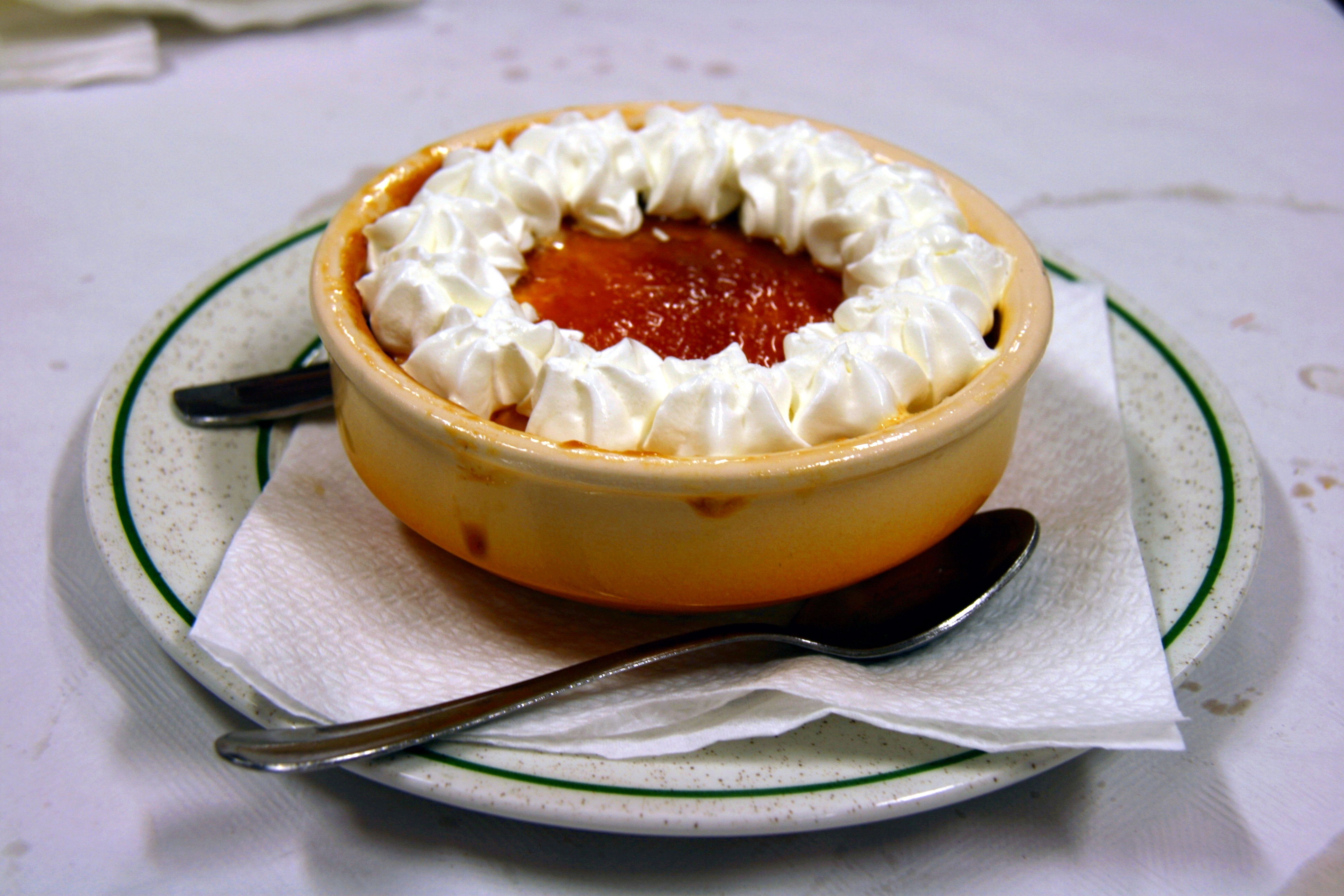
Pastís gelat al whisky

Habitualment els dolços són considerats llaminadures o es mengen de postres, després de la fruita, en ocasions especials. Entre les llaminadures hi ha les ametlles garrapinyades i caramels industrials, com els sugus (caramel tou quadrat), els palotes (caramel tou de maduixa, en forma de pal), els chupa-chups (caramel esfèric amb pal) o els conguitos (cacauet envoltat de xocolata). Una altra preparació industrial prou apreciada i coneguda és la nocilla, el nom comercial d'una pasta per a untar de cacau i avellana, i també el cola cao, o cacau en pols.
Algunes pastes són habituals a l'esmorzar o berenar de força gent, com a alternativa a un entrepà, entre les més conegudes hi ha les galetes "maria" (també a Portugal), les magdalenes, els croissants (a tot Europa), les ensaïmades (de Mallorca), les ulleres o palmeres de pasta fullada i els dònuts (origen industrial, d'una empresa catalana). Les pastes i els pastissos poden estar farcits de crema, de melmelada de cabell d'àngel, de nata, de nata amb cacau (trufa) o farcits o coberts de xocolata.
Una bona part de dolços i llaminadures a Espanya provenen de costums i tradicions relacionats amb festes religioses, sent de vegades també comuns amb les d'altres pobles veïns, com les rostes de Santa Teresa i el tortell de reis. Molts d'ells però es fan i es mengen de manera local.
Alguns dolços havien estat tradicionals només a una zona però s'han acabat estenent a tot l'Estat: és el cas de les ensaïmades (de Mallorca), el pastís gelat amb whisky (de Menorca), el torró (Països Catalans), els polvorons (Andalusia i Castella), els xurros o la crema catalana. Aquests tres darrers s'han estès també, per exemple, a França.
Altres dolços més o menys comuns, i que també existeixen a Portugal, Occitània, Itàlia, etc. són, per exemple, el codonyat, els bunyols, les galetes de clara d'ou i ametlla (ametllats), les boletes de clara d'ou i coco ratllat o els melindros. El braç de gitano també es menja a Portugal, França, Itàlia, etc. L'arròs amb llet es menja a Espanya i a tota la mediterrània. Com a Portugal, Itàlia i altres països veïns, en general les cremes dolces i postres de cullera són molt populars, sigui en forma de púding, de flam, de crema més o menys líquida segons el lloc (natillas, crema catalana) o de crema gelada (gelat). Cap als anys 80 es van posar molt de moda als restaurants una mena de "postres combinades", amb flam i nata, anomenades pijama.

## Begudes

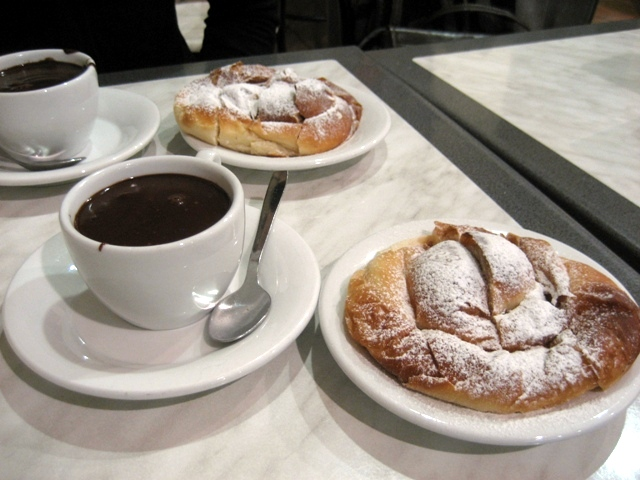
Xocolata desfeta amb ensaïmada

El vi és la beguda més tradicional però també la cervesa és molt popular. Es poden aclarir amb aigua carbonatada o algun refresc, com és el cas del tinto de verano, de la clara (cervesa amb llimonada o amb aigua amb gas, segons la zona) o fins i tot del calimotxo (vi amb refresc de cola). La sangria és molt coneguda internacionalment. El cava català es beu arreu d'Espanya.
Entre les begudes no alcohòliques, en general el cafè és més popular que el te, i es beu molt sovint amb llet. També es pot beure sol, amb gel, amb algun licor o amb llet condensada. Altres begudes habituals són la llimonada, el suc de taronja, el granissat, la xocolata desfeta o la llet amb cacau.
Existeixen molts licors i altres tipus de begudes locals, alguns dels quals són ben coneguts per tot l'Estat i de vegades també fora d'ell, com és el cas, per exemple, de l'orxata, la llet merengada o el xerès.

## Cuiners i gastrònoms

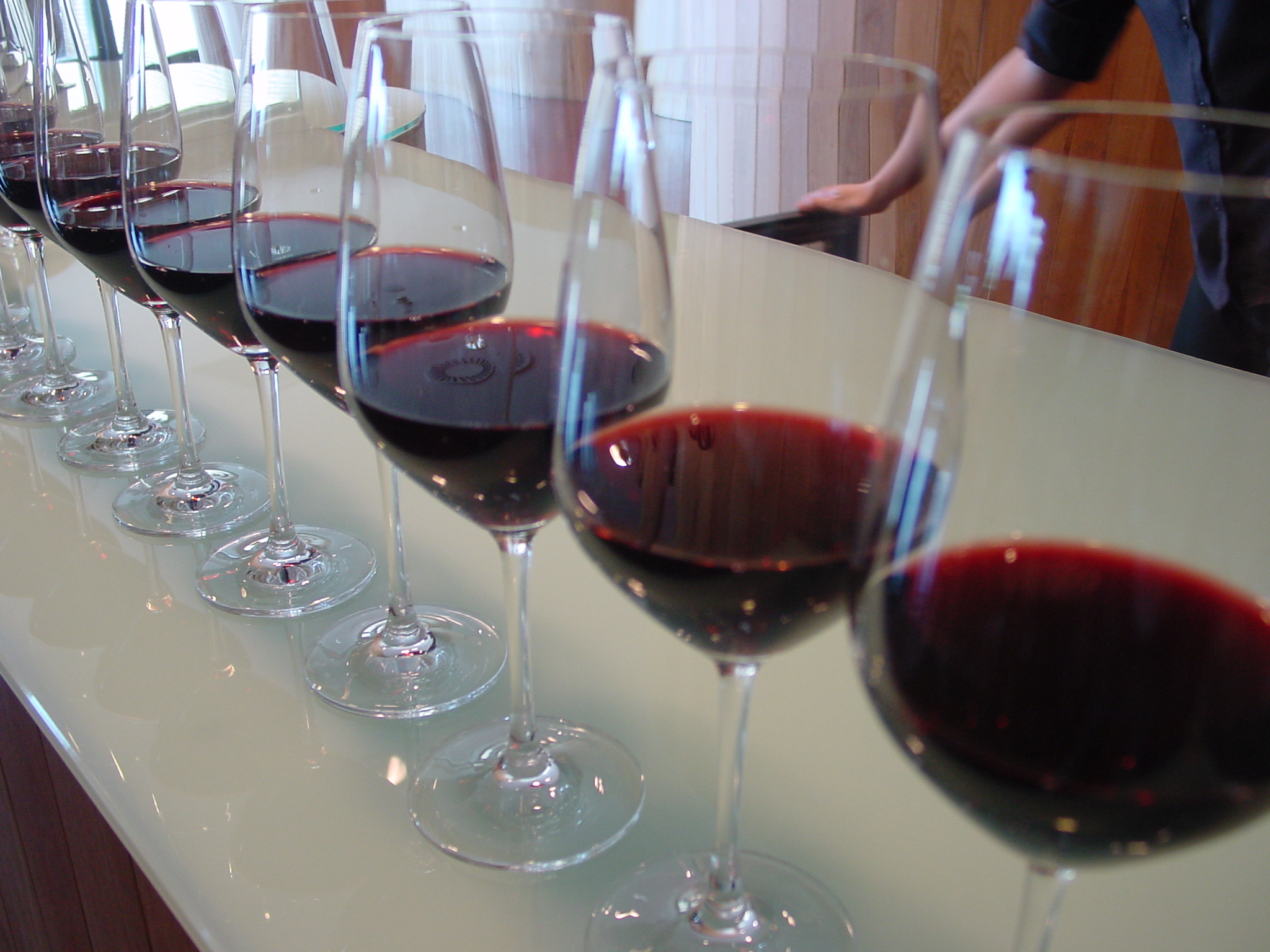
Vi negre

La majoria de cuiners més reconeguts a Espanya són catalans o bascos i realitzen cuina catalana o cuina basca. Per exemple, el més conegut internacionalment és Ferran Adrià i els que tenen tres estrelles michelín són Juan María Arzak (Sant Sebastià), Martín Berasategui (Lasarte-Oria), Carme Ruscalleda (Sant Pol de Mar), Pedro Subijana (Sant Sebastià) i Joan Roca i Fontané (Girona). Des de 1994 fins a la seva mort, en 2011, també les va tenir en Santi Santamaria (Sant Celoni), i el seu restaurant les conserva encara avui.
Alguns cuiners són molt coneguts al conjunt d'Espanya per programes que realitzen per a cadenes de televisió emessos a tot l'Estat, com per exemple el basc Karlos Arguiñano i la seva germana Eva, l'asturià José Andrés, el català Sergi Arola i el basc Bruno Oteiza. Un dels primers programes de cuina estatals havia estat Con las manos en la masa, presentat per l'actriu madrilenya Elena Santonja.
Una bona part dels gastrònoms més afamats són catalans. En general, els gastrònoms que escriuen a Espanya sobre cuina ho fan sobre la seva, per exemple, de la dels Països Catalans, la manxega o la gallega, i alguns d'ells també parlen de les altres cuines d'altres indrets, d'Espanya o de fora d'ella. Entre els més destacats hi ha el gallec Álvaro Cunqueiro i els catalans Josep Pla, Manuel Vázquez Montalbán, Nèstor Luján i Jaume Fàbrega.